# Szentlőrinci SE
Szentlőrinci SE is een Hongaarse voetbalclub uit de stad Szentlőrinc. De club is opgericht in 1912. De traditionele clubkleuren zijn zwart en rood.

## Geschiedenis
De club is na de oprichting in 1912 voornamelijk actief geweest in de hoogste amateurniveaus van Hongarije. Vanaf 2000 werd een lichte opmars ingezet omhoog. Tussen 2004 en 2013 was de club actief op het derde niveau. Echter werd de club gedwongen in 2013-14 op het vierde niveau te spelen. Dit was in verband met herstructurering van de hoogste competities. De club werd gelijk kampioen van de lokale regio. Tussen 2014-15 en 2020 was de club wederom actief op het derde niveau. In 2020 werd voor het eerst promotie bemachtigd naar het tweede niveau. De club heeft daar vooralsnog geen potten doen breken: de club moest het in de eerste twee seizoenen doen met een 16e plaats.

## Erelijst
- Nemzeti Bajnokság III

2006, 2008, 2009
- Megyei I

2014

## Eindklasseringen vanaf 2001
| 1 |

| 3 |

| 1 |

| 1 |

| 3 |

| 2 |

| 5 |

| 4 |

| 1 |

| 13 |

| 8 |

| 8 |

| 7 |

| 2 |

| 2 |

| 16 |

| 16 |

| 17 |

| 1 |

| NB II | NB III | Megyei I |